# Aras de los Olmos
Aras de los Olmos település Spanyolországban, Valencia tartományban. Aras de los Olmos Alpuente, Titaguas, Tuéjar, Santa Cruz de Moya és Arcos de las Salinas községekkel határos. Lakosainak száma 392 fő (2024).

## Népesség
A település lakosságának változását az alábbi diagram mutatja:
| Lakosok száma | 379  | 375  | 393  | 435  | 420  | 386  | 375  | 381  | 380  | 392  |
|               | 2001 | 2004 | 2007 | 2009 | 2012 | 2014 | 2017 | 2019 | 2022 | 2024 |